# Autobahn 21 (Belgien)
Die belgische Autobahn 21, französisch Autoroute 21, niederländisch Autosnelweg 21 genannt, beginnt in Antwerpen und endet in Retie an der niederländischen Grenze. Ihre Gesamtlänge beträgt 45 km. Sie verbindet den Hafen von Antwerpen zusammen mit der niederländischen A67 und der deutschen A40 mit dem Ruhrgebiet.

## Verlauf
Die A21 führt vollständig durch die Provinz Antwerpen. Sie beginnt am Autobahnkreuz Ranst, bei dem sie aus der A13 abzweigt. Im weiteren Verlauf trifft sie unter anderem auf die Nationalstraßen N14, N19 und N18, bis sie an der niederländischen Grenze in die A67 übergeht, die weiter nach Eindhoven führt.

## Geschichte
Bevor das europäische Straßennetz im Jahr 1986 überarbeitet wurde, waren die heutigen Abschnitte E17 (Antwerpen-Lille) und E34 (Antwerpen-Eindhoven) als E3 beschildert. Beide damaligen Abschnitte waren als eine durchgängige Autobahn geplant und wurden als diese verwirklicht. Die heutige A21 ist ein Abschnitt dieser Strecke. Der erste Abschnitt der A21 von Ranst bis Zoersel wurde im Jahr 1973 eröffnet. Ein Jahr zuvor wurde der Abschnitt von Zoersel bis Turnhout-West fertiggestellt. Der letzte Abschnitt Turnhout-West – niederländische Grenze wurde 1973 dem Verkehr übergeben.

## Zustand
Die A21 befindet sich heute in einem sehr schlechten Zustand. Auf der Autobahn befindet sich noch die ursprüngliche Betonoberfläche aus den Eröffnungsjahren 1972/1973. Die Sanierungsarbeiten haben 2006 begonnen. Zuerst wurden Schlaglöcher im Beton mit Asphalt gefüllt. Eine Sanierung der kompletten Strecke ist geplant, wobei eine Asphaltoberfläche überzogen werden soll. Außerdem soll die Beleuchtung erneuert werden. Leitplanken und Schilder sollen auch ausgetauscht werden. Zusätzlich sollen die Auffahrten asphaltiert und verbessert werden.
Im Frühjahr 2014 wurde die Fahrbahndecke zwischen dem Kreuz Ranst und der Ausfahrt Zoersel erneuert, es wurde „Flüsterasphalt“ verbaut.